# Corona Imperial (Sacro Imperio Romano Germánico)

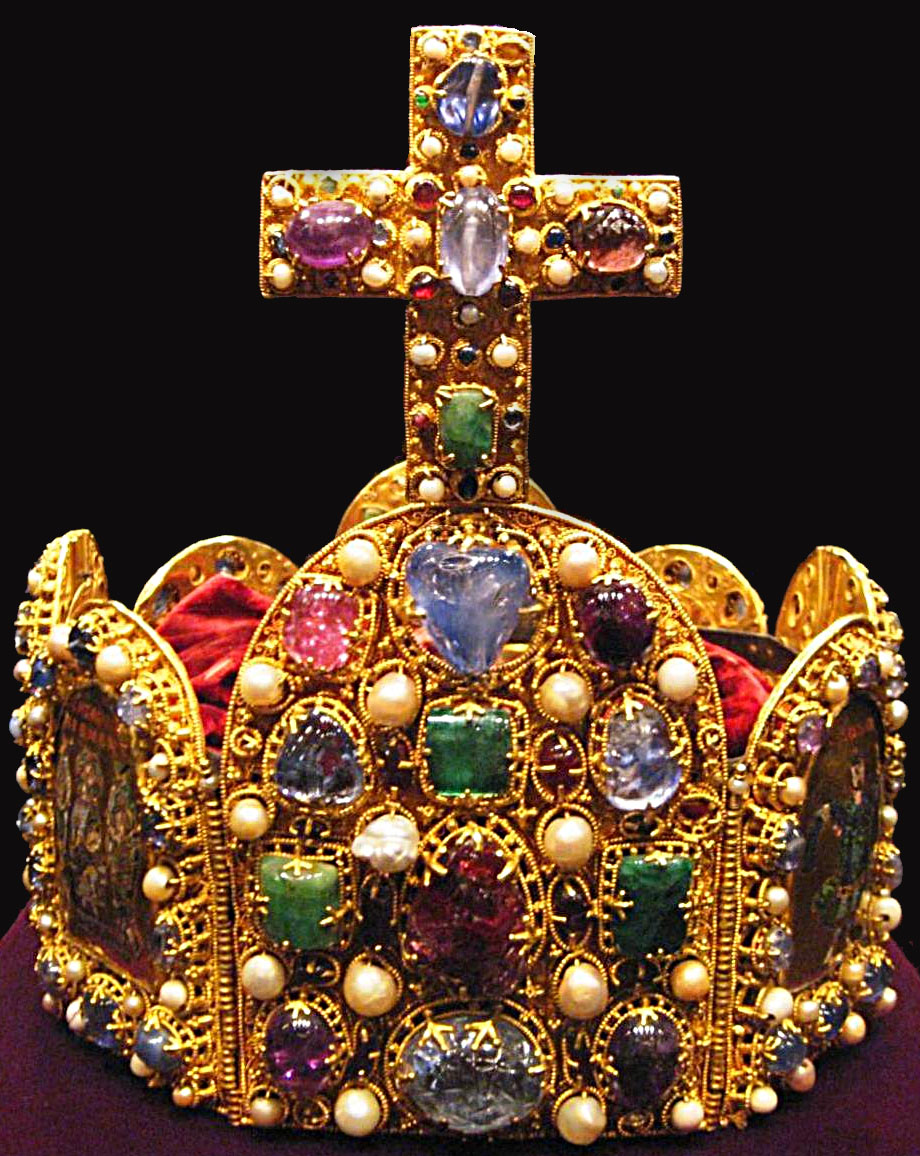
Vista frontal de la Corona del Sacro Imperio.

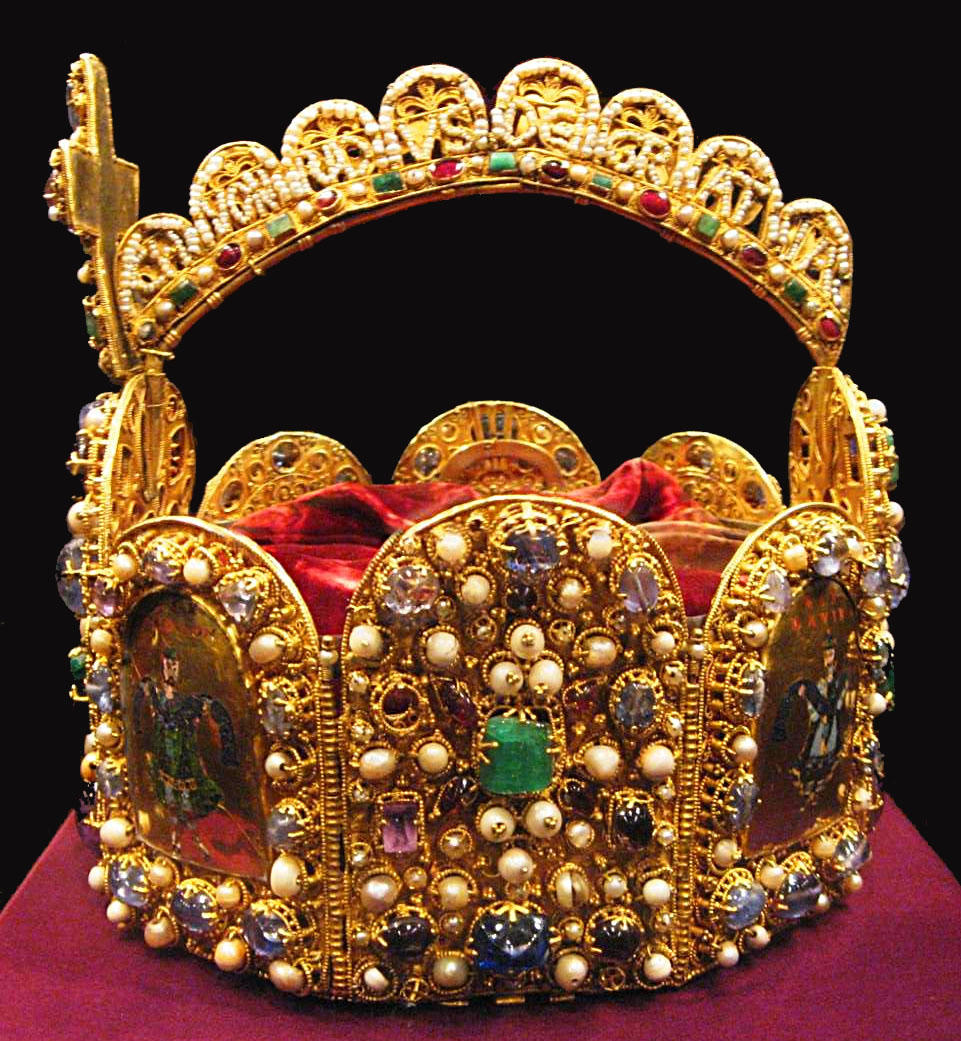
Vista lateral de la corona.

La Corona Imperial del Sacro Imperio Romano Germánico (alemán: Reichskrone des Heiligen Römischen Reiches) es la corona que utilizaron los Reyes de los Romanos, título empleado por los sucesores electos del emperador del Sacro Imperio (no todos los que se la ciñeron volvieron a utilizarla para ser coronados emperadores). Probablemente esta corona fue realizada en algún lugar del oeste de Alemania a finales del siglo X, durante el reinado del emperador Otón I, con algunos añadidos posteriores de la época de Conrado II o de Conrado III. La primera fuente conservada en la que se menciona la Corona del Sacro Imperio se remonta al siglo XII; en ella se la considera la corona original, afirmación que parece muy probable.
La corona imperial es la más importante de las Insignias Imperiales (Reichskleinodien), que incluyen la Cruz Imperial (Reichskreuz), la Espada Imperial (Reichsschwert) y la Lanza Sagrada (Heilige Lanze). Durante la ceremonia de coronación era entregada al nuevo monarca junto con el cetro (Zepter) y el Orbe Imperial (Reichsapfel) y este sólo podía utilizarlos en dicha ceremonia. La corona imperial y el resto de las insignias del Sacro Imperio Romano Germánico estuvieron custodiadas desde el año 1424 hasta 1796 en Núremberg, ciudad situada en el antiguo Ducado de Franconia que fue el centro y origen del Estado franco en tierras germanas.
Actualmente, la corona y el resto de las insignias del Sacro Imperio se encuentran en el Palacio Imperial de Hofburg de Viena (oficialmente "hasta la designación de un nuevo emperador del Sacro Imperio"). 
Se conserva una copia exacta de la corona imperial en el Ayuntamiento de la ciudad de Aquisgrán, situado en el mismo lugar que el Palacio de Carlomagno. Existe otra copia de la corona y de las insignias restantes en el Museo de Historia de Fráncfort. La mayor parte de los últimos emperadores del Sacro Imperio fueron coronados en la catedral de esta ciudad o en la Fortaleza de Trifels en el antiguo Palatinado Renano, donde estuvo custodiada la corona imperial durante la Edad Media.

## Diseño
La corona del emperador del Sacro Imperio es de oro y está decorada con 144 piedras preciosas y un número similar de perlas. 
No posee la forma habitual de las coronas, pues su base no es circular, sino octagonal. En vez de un círculo, cuenta con ocho placas orladas y redondeadas en su parte superior que se encuentran unidas por dos tiras de hierro remachadas con roblones de oro. 
Las placas de la corona fueron realizadas con oro de gran calidad y decoradas con piedras preciosas y perlas incrustadas. Estas gemas no están talladas en facetas, técnica desconocida en aquella época, pero fueron pulidas. Para resaltar su brillo, las piedras preciosas y las perlas fueron colocadas en aberturas realizadas en el metal y sujetadas con alambre fino. De esta forma, al recibir luz, se tiene la impresión que las gemas brillan desde el interior. Sobre la placa frontal está colocada una cruz latina realizada con los mismos materiales. La corona está cerrada con un arco.
| IMÁGENES DE LAS PLACAS DE LA CORONA | IMÁGENES DE LAS PLACAS DE LA CORONA | IMÁGENES DE LAS PLACAS DE LA CORONA | IMÁGENES DE LAS PLACAS DE LA CORONA |
| ----------------------------------- | ----------------------------------- | ----------------------------------- | ----------------------------------- |
|                                     |                                     |                                     |                                     |
| El rey David                        | El rey Salomón                      | El rey Ezequías y el profeta Isaías | Jesucristo y dos ángeles            |

En cuatro placas de tamaño inferior al resto aparecen representados personajes de la Biblia. Estas imágenes, de estilo bizantino, están realizadas en esmalte alveolado o tabicado. En tres de estas cuatro placas, denominadas Bildplatten, aparecen personajes del Antiguo Testamento y en una del Nuevo Testamento. En las tres placas relacionadas con el Antiguo Testamento figuran los reyes David, Salomón, y el rey Ezequías junto al profeta Isaías. El personaje de la placa del Nuevo Testamento es Jesucristo, que aparece situado entre dos ángeles. Las placas restantes, denominadas placas de pedrería (Steinplatten), están decoradas únicamente con piedras preciosas y gemas.

## Curiosidades

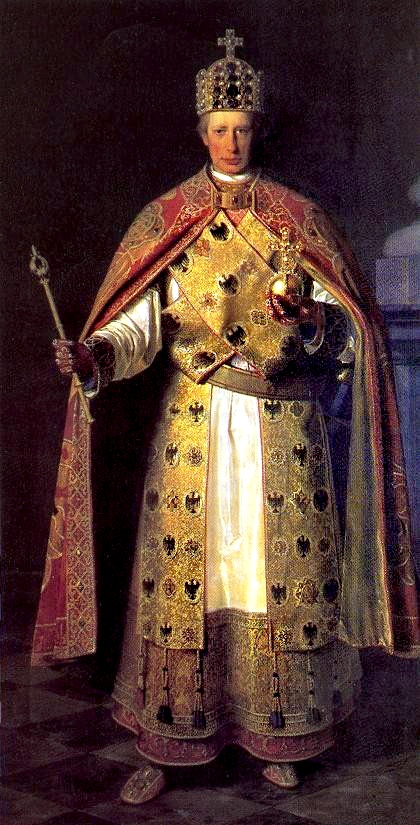
Francisco II, último Sacro Emperador Romano, con las Insignias del Sacro Imperio.

La Corona del Sacro Emperador Romano fue seleccionada como motivo principal de la moneda conmemorativa de 100 euros acuñada en 2008 por la Casa de la Moneda austríaca. En el anverso de esta moneda figura la corona imperial y en el reverso aparece representado el emperador Otón I delante de la antigua Basílica de San Pedro, en Roma, donde fue coronado emperador por el papa Juan XII en el año 962.